# 1462 Zamenhof
1462 Zamenhof је астероид главног астероидног појаса. Приближан пречник астероида је 25,82 ,
а средња удаљеност астероида од Сунца износи 3,146 астрономских јединица (АЈ).
Инклинација (нагиб) орбите у односу на раван еклиптике је 0,968 степени, а орбитални период износи 2038,712 дана (5,581 година). Ексцентрицитет орбите астероида износи 0,108.
Апсолутна магнитуда астероида износи 10,80 а геометријски албедо 0,126.
Астероид је откривен 6. фебруара 1938. године.